# Ворини
Ворини (пол. Woryny, нім. Worienen) — село в Польщі, у гміні Гурово-Ілавецьке Бартошицького повіту Вармінсько-Мазурського воєводства.
Населення — 210 осіб (2011).

## Демографія
Демографічна структура станом на 31 березня 2011 року:
|          | Загалом | Допрацездатний вік | Працездатний вік | Постпрацездатний вік |
| -------- | ------- | ------------------ | ---------------- | -------------------- |
| Чоловіки | 104     | 20                 | 73               | 11                   |
| Жінки    | 106     | 27                 | 56               | 23                   |
| Разом    | 210     | 47                 | 129              | 34                   |